# Carl Johan Savenius
Carl Johan Savenius, född 1769, död 25 mars 1809 i Jakob och Johannes församling, Stockholm. Han var mellan 1788 och 1806 aktör och sångare vid Kungliga Operan i Stockholm. Han var också kantor vid Jacobs kyrka i Jakob och Johannes församling. Savenius anställdes redan 1779 i operans kör. Han var en bra bassångare men kall och stel som aktör.
Savenius gifte sig 19 januari 1800 med Anna Catharina Tverkertsson.

## Roller
| År   | Roll       | Produktion                     | Regi | Teater                  |
| ---- | ---------- | ------------------------------ | ---- | ----------------------- |
| 1788 | Eric       | Gustaf Adolf och Ebba Brahe    |      | Gustavianska operahuset |
| 1793 | Suno       | Folke Birgersson till Ringstad |      | Gustavianska operahuset |
| 1800 | Theseus    | Oedipe i Athen                 |      | Gustavianska operahuset |
| 1801 | Hidraot    | Renaud                         |      | Gustavianska operahuset |
| 1803 | Två jägare | Torparen                       |      | Arsenalsteatern         |